# Oniticellus egregius
Oniticellus egregius är en skalbaggsart som beskrevs av Johann Christoph Friedrich Klug 1855. Oniticellus egregius ingår i släktet Oniticellus och familjen bladhorningar. Inga underarter finns listade i Catalogue of Life.

## Bildgalleri

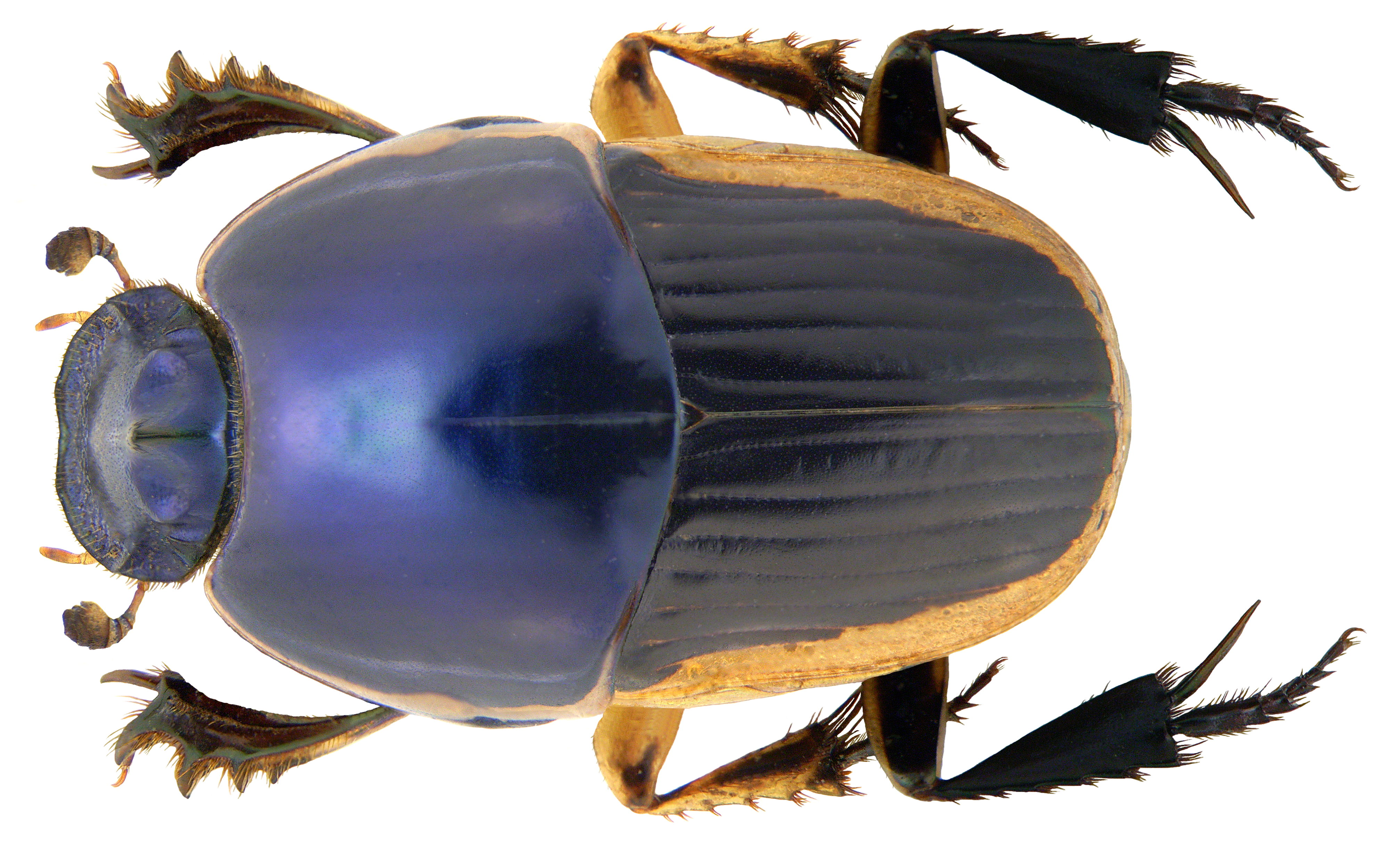